# Lucas David
Lucas David (1503 i Allenstein – april 1583 i Königsberg) var en preussisk historiker, der omkring 1550 skrev en preussisk historie i flere bind.
Lucas David var kansler hos biskop Tiedemann Giese, og senere hertugelig hofråd ved den kongelige kammerret i Königsberg. Hans værk Preußische Chronik gjorde ham kendt over hele Tyskland. Han anses som en vigtig, moderne historiker, der tidligt lagde vægt på kildeforskning. Han indstiftede et stipendium for fattige studerende ved Leipzig Universitet.